# لیگ برتر هندبال زنان ایران ۱۳۸۷
لیگ برتر هندبال زنان ایران ۱۳۸۷ چهارمین دوره لیگ برتر هندبال زنان ایران است که با حضور ۶ تیم به صورت گروهی و رفت و برگشتی برگزار شد و در ۹ اسفندماه ۱۳۸۷ با قهرمانی ذوب آهن اصفهان به پایان رسید. پس از تیم ذوب آهن اصفهان که ۱۸ امتیاز به دست آورد، تیم‌ هیئت هندبال فارس با ۱۶ امتیاز نایب قهرمان شد و تیم فولاد مبارکه سپاهان با ۱۲ امتیاز سوم شد. تیم ذوب آهن اصفهان در این دوره از لیگ به جز شکست ۲۴–۲۳ در هفته هشتم مقابل هیئت هندبال فارس، تمام بازی‌های خود را با پیروزی پشت‌سر گذاشت.

## رده‌بندی پایانی
| رتبه | تیم                 | بازی | امتیاز | صعود و سقوط |
| ---- | ------------------- | ---- | ------ | ----------- |
| ۱    | ذوب آهن اصفهان      | ۱۰   | ۱۸     |             |
| ۲    | هیئت هندبال فارس    | ۱۰   | ۱۶     |             |
| ۳    | فولاد مبارکه سپاهان | ۱۰   | ۱۲     |             |
| ۴    | نفت تهران           | ۱۰   | ۱۰     |             |
| ۵    | نفت و گاز گچساران   | ۱۰   | ۲      |             |
| ۶    | شهرداری کرمان       | ۱۰   | ۲      |             |